# 佛楼镇
佛楼镇，是中华人民共和国四川省巴中市平昌县下辖的一个乡镇级行政单位。

## 行政区划
佛楼镇下辖以下地区：
佛楼社区、文昌村、高石村、大松村、高峰村、永乐村、天马村、光华村、悦平村和渠平村。